# Guntō
Guntō (軍刀 Quân đao) là một loại kiếm nghi lễ được sản xuất cho lục quân và hải quân Đế quốc Nhật Bản sau khi quân đội được hiện đại hoá theo kiểu phương Tây kể từ năm 1872. 

## Lịch sử

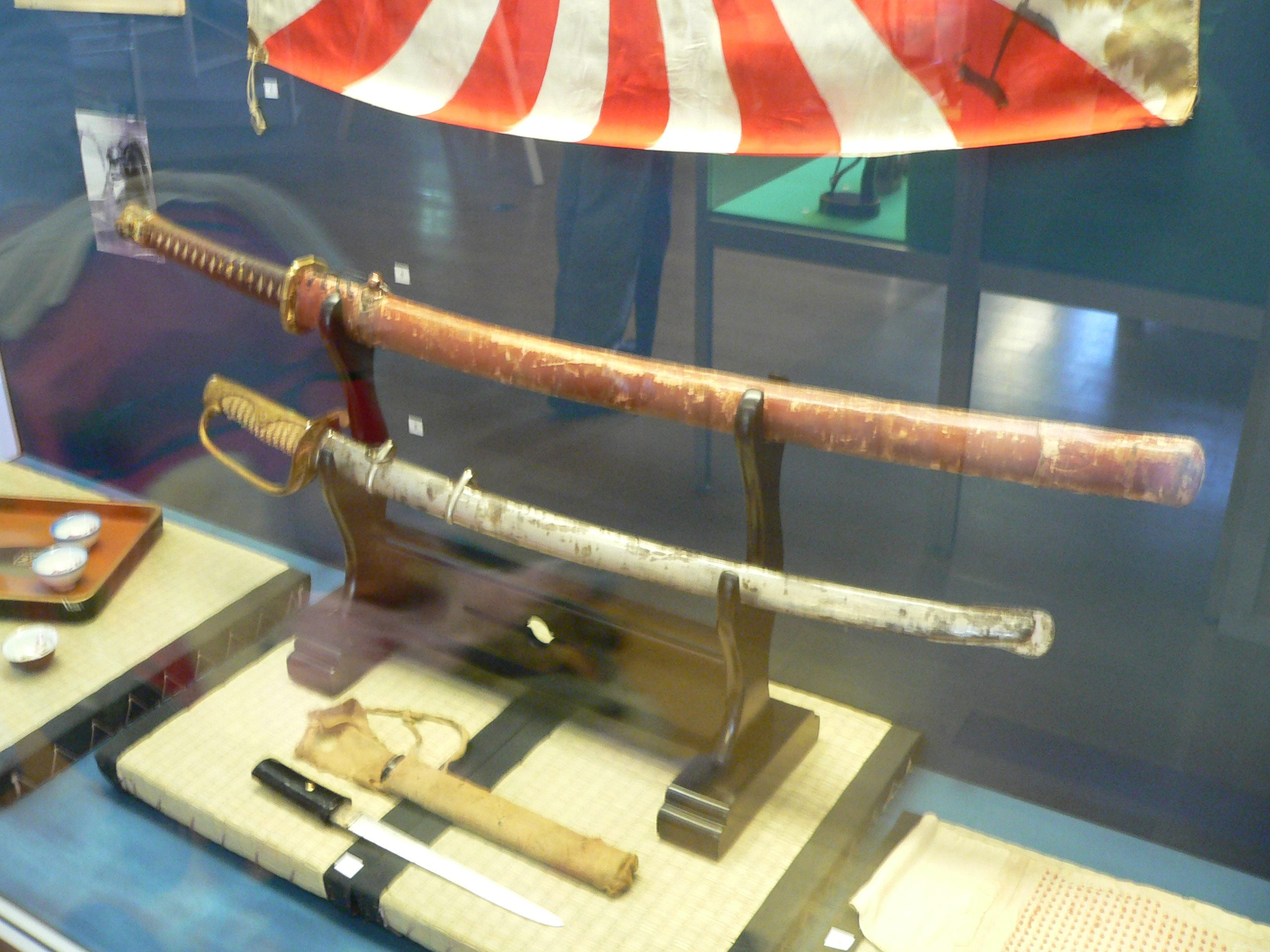
Hai thanh guntō cổ của Nhật Bản trên giá kiếm (katana kake), shin guntō ở trên và kyū guntō ở dưới

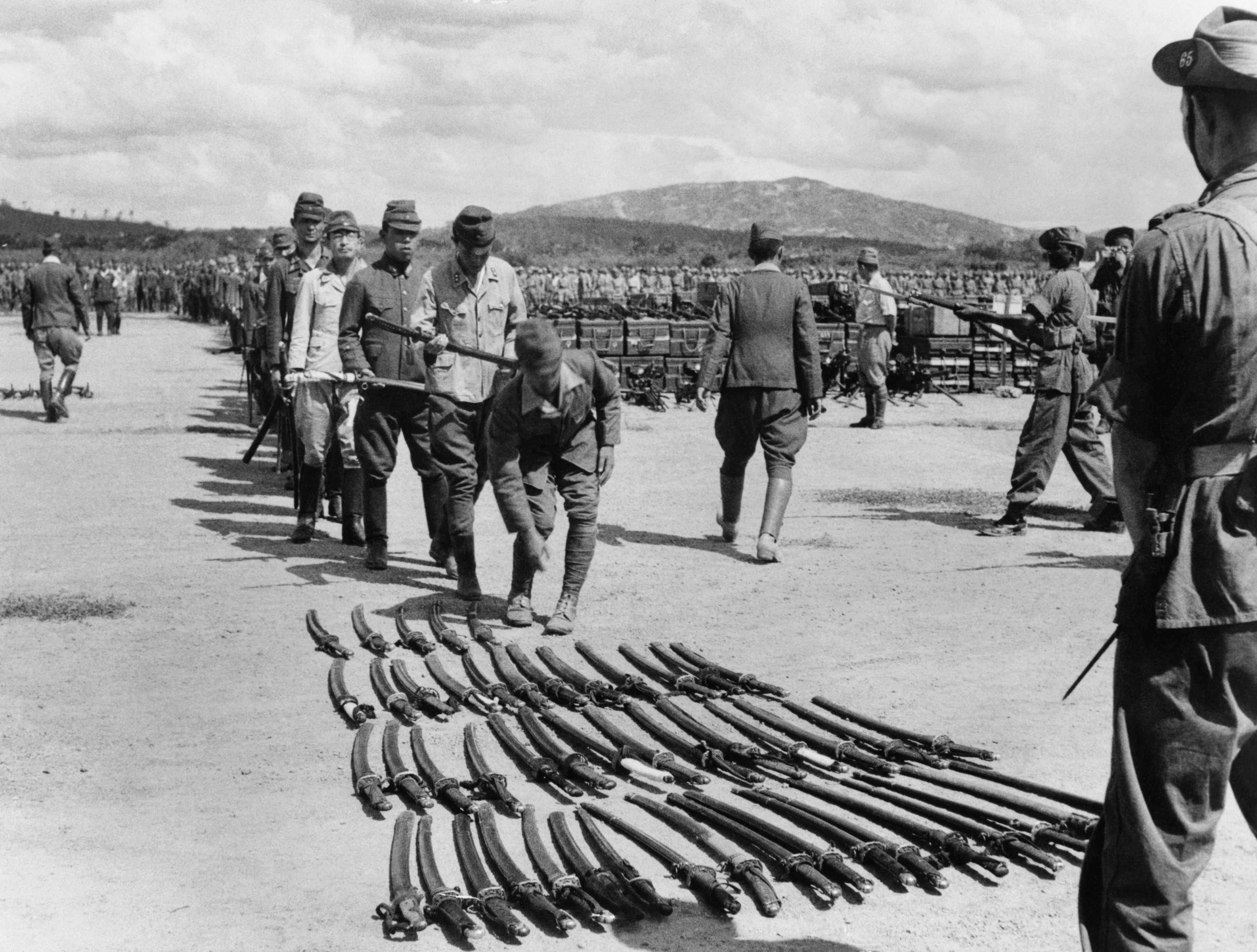
Các sĩ quan Nhật Bản đang lần lượt làm thủ tục đầu hàng Sư đoàn 25 Ấn Độ tại Kuala Lumpur, năm 1945.

Trong thời kỳ Minh Trị, tầng lớp samurai dần dần bị giải tán, và Sắc lệnh Haitōrei năm 1876 đã cấm mang kiếm ở nơi công cộng ngoại trừ một số cá nhân nhất định như cựu lãnh chúa samurai (daimyō), quân đội và cảnh sát. Những người thợ rèn kiếm lành nghề gặp khó khăn trong việc sinh kế trong thời kỳ này, khi mà Nhật Bản bắt đầu hiện đại hóa quân đội và đao kiếm không còn là vũ khí chính. Nhiều thợ rèn kiếm bắt đầu chuyển sang làm các mặt hàng khác như dao kéo. Tuy nhiên, hoạt động quân sự của Nhật Bản ở Trung Quốc và Nga trong thời kỳ Minh Trị và đầu thời kỳ Shōwa đã giúp khôi phục lại việc sản xuất kiếm. Giai đoạn trước và trong Thế chiến thứ hai, khi Nhật Bản gia tăng nhanh chóng quy mô quân sự, kiếm một lần nữa được sản xuất trên quy mô lớn.
Trong quá trình phát triển quân đội trước Thế chiến thứ hai và trong suốt cuộc chiến, tất cả sĩ quan Nhật Bản đều được yêu cầu phải đeo kiếm. Trừ những sĩ quan xuất thân từ những gia tộc samurai danh giá thường sử dụng những bảo kiếm gia truyền được sản xuất thủ công, hầu hết đều sử dụng những thanh kiếm được sản xuất đại trà bởi những thợ rèn có ít hoặc không có kiến thức về cách sản xuất kiếm theo phương pháp truyền thống của Nhật Bản. Ngoài ra, tuy những thanh kiếm này được sản xuất theo phương pháp truyền thống, nhưng do nguồn cung cấp loại thép Nhật Bản (tamahagane) dùng để làm kiếm bị hạn chế nên người ta phải thay thế bằng một số loại thép khác. Các biện pháp rút gọn trong quá trình rèn cũng được áp dụng, như sử dụng búa điện và tôi lưỡi kiếm trong dầu thay vì rèn thủ công và tôi trong nước; những biện pháp này tạo ra những thanh kiếm không có những đặc điểm thường thấy ở kiếm truyền thống được sản xuất hoàn toàn thủ công.
Những thanh kiếm không được làm theo cách truyền thống trong thời kỳ này được gọi là Shōwatō (Chiêu Hòa đao). Vào năm 1937, chính phủ Nhật Bản bắt đầu yêu cầu sử dụng con dấu đặc biệt trên chuôi kiếm để phân biệt những thanh kiếm này với những thanh kiếm được làm theo cách truyền thống. Trong thời kỳ chiến tranh,  nhiều thanh kiếm cổ được phục chế để sử dụng trong quân đội. Ở Nhật Bản, shōwatō không được coi là kiếm Nhật thực sự và chúng có thể bị tịch thu. Bên ngoài Nhật Bản, chúng được thu thập như những hiện vật lịch sử.

## Các phân loại

### Kyū guntō(Cựu quân đao)
Loại kiếm tiêu chuẩn đầu tiên của quân đội Nhật Bản được gọi là kyū guntō (旧軍刀, cựu quân đao). Murata Tsuneyoshi (1838–1921), một cựu samurai, tướng lĩnh hồi hưu, nhà rèn kiếm và nhà chế tạo súng, đã bắt đầu chế tạo ra loại quân đao đầu tiên được sản xuất hàng loạt đế thay thế cho kiếm samurai truyền thống. Những thanh kiếm này được gọi là Murata-tō và chúng được sử dụng trong cả Chiến tranh Thanh-Nhật (1894–1895) và Chiến tranh Nga-Nhật (1904–1905). Kyū guntō được sử dụng từ năm 1875 đến năm 1934, và nhiều kiểu dáng rất giống với kiếm châu Âu và Mỹ thời bấy giờ, với chuôi kiếm có phần bảo vệ tay (còn gọi là vòng D) và bao kiếm (鞘, saya) bằng thép mạ crôm, được cho là đã được giới thiệu vào khoảng năm 1900.
Trước năm 1945, nhiều kyū guntō được phân phối cho các sĩ quan để đáp ứng nhu cầu về kiếm cho tầng lớp sĩ quan quân đội đang ngày càng mở rộng của Nhật Bản. Để phân biệt tính cá nhân, sự giàu có hoặc tay nghề thủ công, nhiều thanh kiếm được sản xuất theo từng đợt nhỏ chỉ từ 1–25 thanh để duy trì di sản của nền văn hóa kiếm. Phong cách rất đa dạng, lấy cảm hứng từ thanh kiếm thời kỳ đầu, các gia huy và các hình thức nghệ thuật thử nghiệm mà thời kỳ Duy tân Minh Trị bắt đầu giới thiệu. Một số phụ kiện được chế tác bằng bạc theo phong cách châu Âu, ngọc bích, cloisonné hoặc đồ kim loại và sơn để tạo nên ngoại diện nổi bật tính chất nghệ thuật.

### Shin guntō(Tân quân đao)
Shin guntō (新軍刀, tân quân đao) là loại quân kiếm được Lục quân Đế quốc Nhật Bản sử dụng trong giai đoạn 1935–1945. Trong hầu hết thời gian đó, kiếm được sản xuất tại Quân xưởng Hải quân Toyokawa.

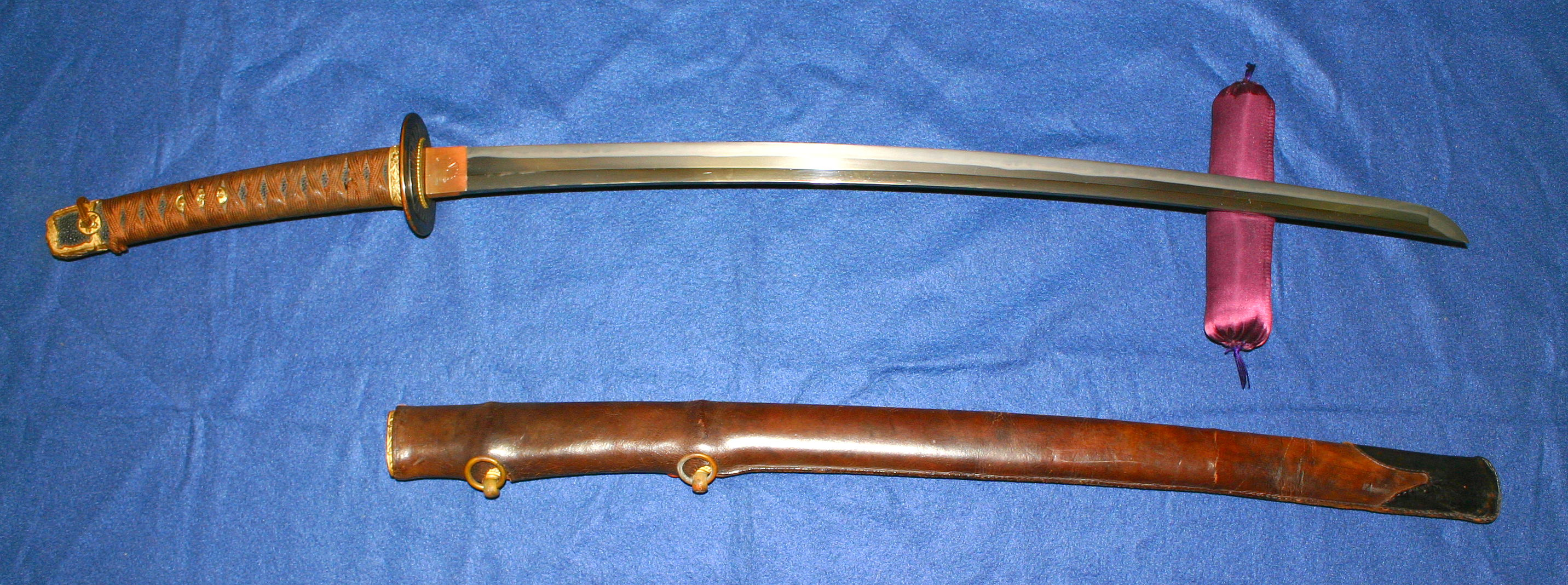
Shin gunto với bao kiếm bằng da

Để đáp ứng với chủ nghĩa dân tộc đang trỗi dậy trong lực lượng vũ trang, một kiểu kiếm mới đã được thiết kế cho quân đội Nhật Bản vào năm 1934. Shin guntō được thiết kế theo kiểu tachi truyền thống của thời kỳ Kamakura (1185–1332). Cấp bậc của sĩ quan được biểu thị bằng tua rua màu buộc vào một khoen ở đốc kiếm. Các màu tương ứng là nâu đỏ và vàng cho cấp tướng lĩnh; nâu và đỏ cho các sĩ quan cấp tá; nâu và xanh cho các sĩ quan cấp úy; và nâu cho cấp hạ sĩ quan. Nhiều loại lưỡi kiếm khác nhau được sử dụng trong shin guntō, từ loại được chế tạo bằng máy móc cơ khí cho đến loại được chế tạo theo phương pháp truyền thống và cả loại lưỡi kiếm cổ xưa có niên đại hàng trăm năm được tái sử dụng.
Sau khi Thế chiến thứ hai kết thúc, hầu hết các loại guntō được sản xuất đều trông giống như những thanh kiếm shin-gunto truyền thống được bọc vải, nhưng được đúc bằng kim loại nguyên khối. Ở những mẫu sau này, chuôi kiếm được làm bằng nhôm và sơn giống với viền ren (ito) trên kiếm shin-guntō của sĩ quan. Những thanh kiếm này sẽ có số sê-ri trên lưỡi kiếm và gần như luôn được làm bằng máy. Nếu thanh kiếm hoàn toàn là hàng chính hãng thì số sê-ri trên lưỡi kiếm, tsuba, saya và tất cả các bộ phận khác phải khớp nhau.

#### Kiểu 94
Năm 1934, loại kiếm sĩ quan shin guntō Kiểu 94 (九四式軍刀 kyūyon-shiki guntō) được chế tạo nhằm thay thế cho loại kyu gunto có kiểu dáng lai phương Tây. Nó có chuôi kiếm (tsuka) được thiết kế theo kiểu truyền thống với phần bọc chuôi (same) được bọc bằng vải lụa (ito). Biểu tượng hoa anh đào (biểu tượng của Lục quân Đế quốc Nhật Bản) được thể hiện ở phần hộ kiếm (tsuba), khoá hộ kiếm (fuchi), đốc kiếm (kashira), và hoa văn ở chuôi kiếm (menuki).
Vỏ kiếm của Kiểu 94 được làm bằng kim loại với lớp lót bằng gỗ để bảo vệ lưỡi kiếm. Nó thường được sơn màu nâu và được móc đeo trên hai móc bằng đồng thau, một trong số đó có thể tháo rời và chỉ được sử dụng khi mặc quân phục đầy đủ. Các phụ kiện trên bao kiếm cũng được trang trí bằng họa tiết hoa anh đào.

#### Kiểu 95
Năm 1935, loại kiếm hạ sĩ quan shin guntō Kiểu 95 (九十五式軍刀 kyūgō-shiki guntō) được chế tạo. Nó được thiết kế giống với loại shin guntō Kiểu 94 dành cho sĩ quan nhưng có giá thành rẻ hơn để sản xuất hàng loạt. Tất cả phần lưỡi kiếm Kiểu 95 đều được sản xuất bằng máy với phần rãnh kiếm (bo hi) và seri kiếm bằng số Ả Rập được khắc máy trên lưỡi kiếm. Ban đầu, chuôi kiếm được đúc bằng kim loại (đồng hoặc nhôm) và được sơn cho giống với loại được sản xuất trên kiếm của sĩ quan. Chúng có các tấm chắn hộ kiếm bằng đồng tương tự như loại shin guntō của sĩ quan.
Đến năm 1945, một loại shin guntō Kiểu 95 đơn giản hơn nữa đã được sản xuất. Nó có chuôi kiếm bằng gỗ đơn giản với các rãnh hình chữ thập để cầm. Bao kiếm được làm bằng gỗ thay vì kim loại, còn phần hộ kiếm và các phụ kiện khác được làm bằng sắt thay vì đồng thau.

#### Kiểu 98
Năm 1938, một thiết kế đơn giản hoá của Kiểu 94 là shin guntō Kiểu 98 (九八式軍刀 kyūhachi-shiki guntō) ra đời. Chỉ có một số khác biệt nhỏ giữa Kiểu 98 đời đầu và Kiểu 94 ra đời trước đó. Đáng chú ý nhất là điểm treo thứ hai (có thể tháo rời) đã bị loại bỏ khỏi vỏ kiếm.
Nhiều thay đổi đã xảy ra với Kiểu 98 trong khoảng thời gian từ năm 1938 đến khi chiến tranh kết thúc vào năm 1945. Vào giai đoạn cuối chiến tranh, nguồn cung cấp kim loại của Nhật Bản đã cạn kiệt và shin guntō được sản xuất với bao kiếm bằng gỗ sơn và có trang trí bằng đồng rẻ tiền hoặc không có. Một số thanh kiếm cuối cùng được sản xuất vào năm cuối cùng của cuộc chiến sử dụng phụ kiện bằng đồng hoặc sắt đen giá rẻ.

### Kaiguntō(Hải quân đao)
Kaiguntō (海軍刀, hải quân đao) là một phiên bản ít phổ biến của shin guntō dùng trong Hải quân Đế quốc Nhật Bản. Vài loại kai guntō được sản xuất với lưỡi kiếm bằng thép không rỉ để phù hợp với đặc điểm hơi nước biển ăn mòn.

## Hình ảnh

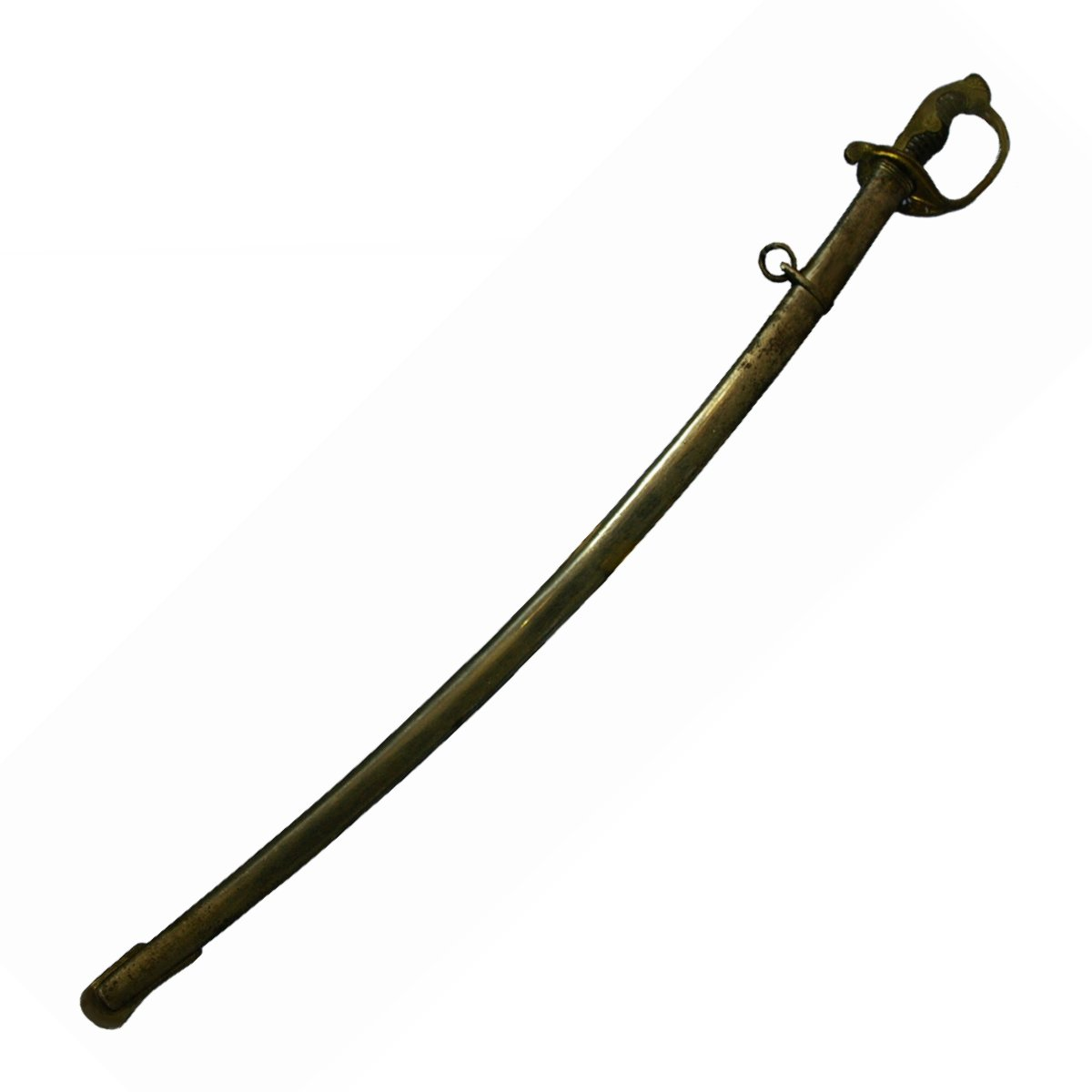
Kyū guntō
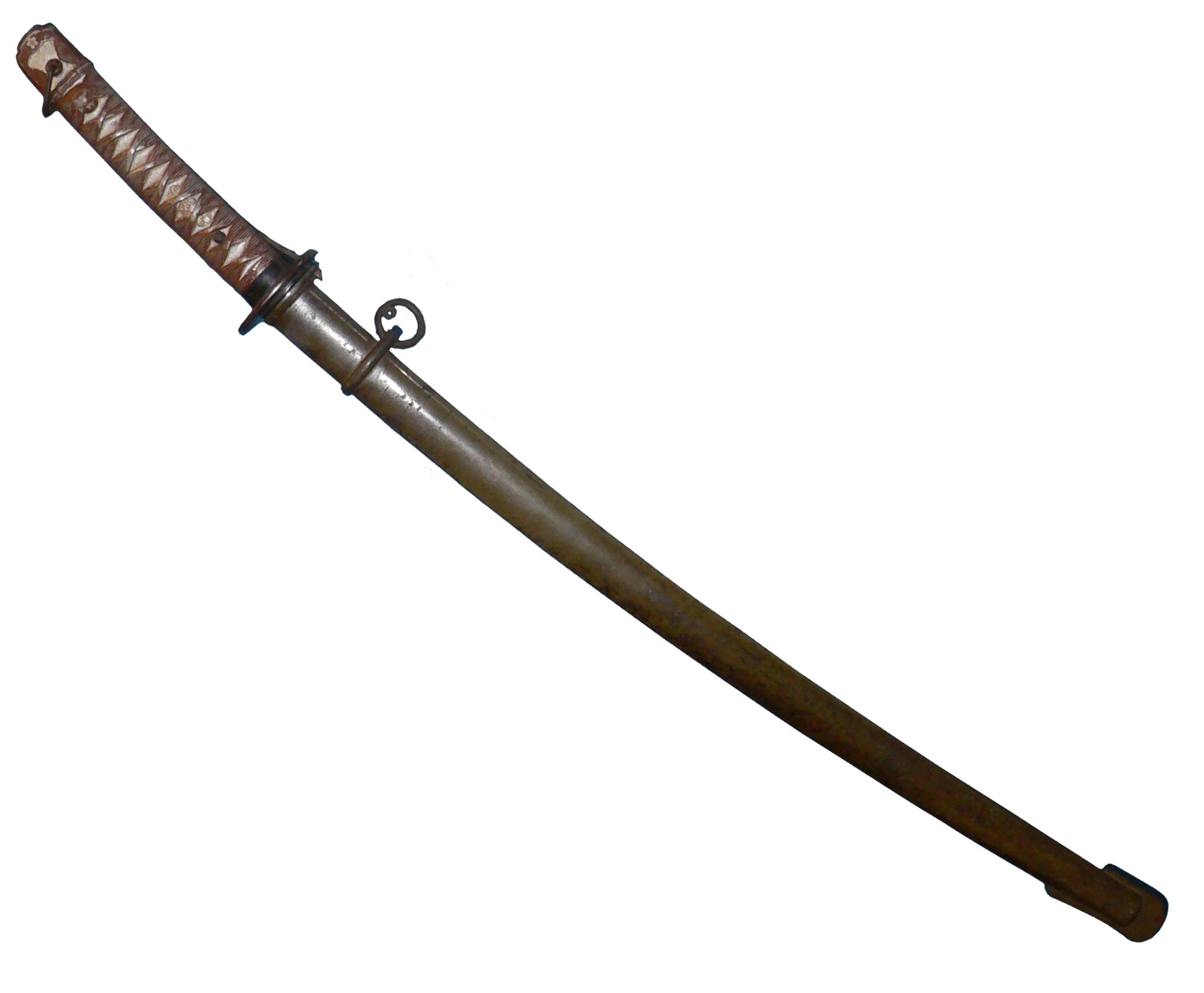
Kiếm Kiểu 95, có chuôi kiếm bằng kim loại đúc được sơn, trông giống như một tsuka được quấn theo cách truyền thống
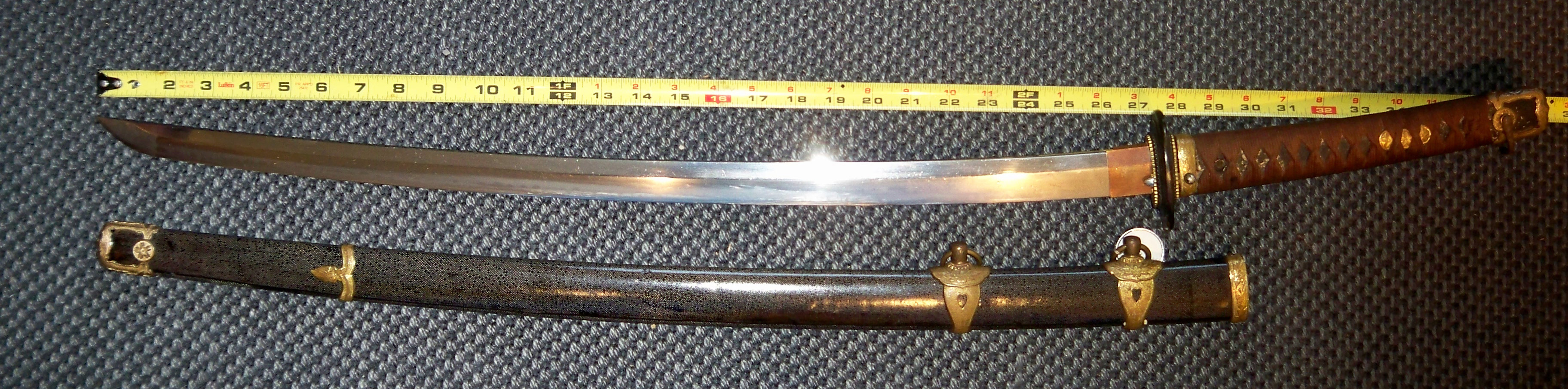
Kai guntō với vỏ kiếm bằng da cá đuối
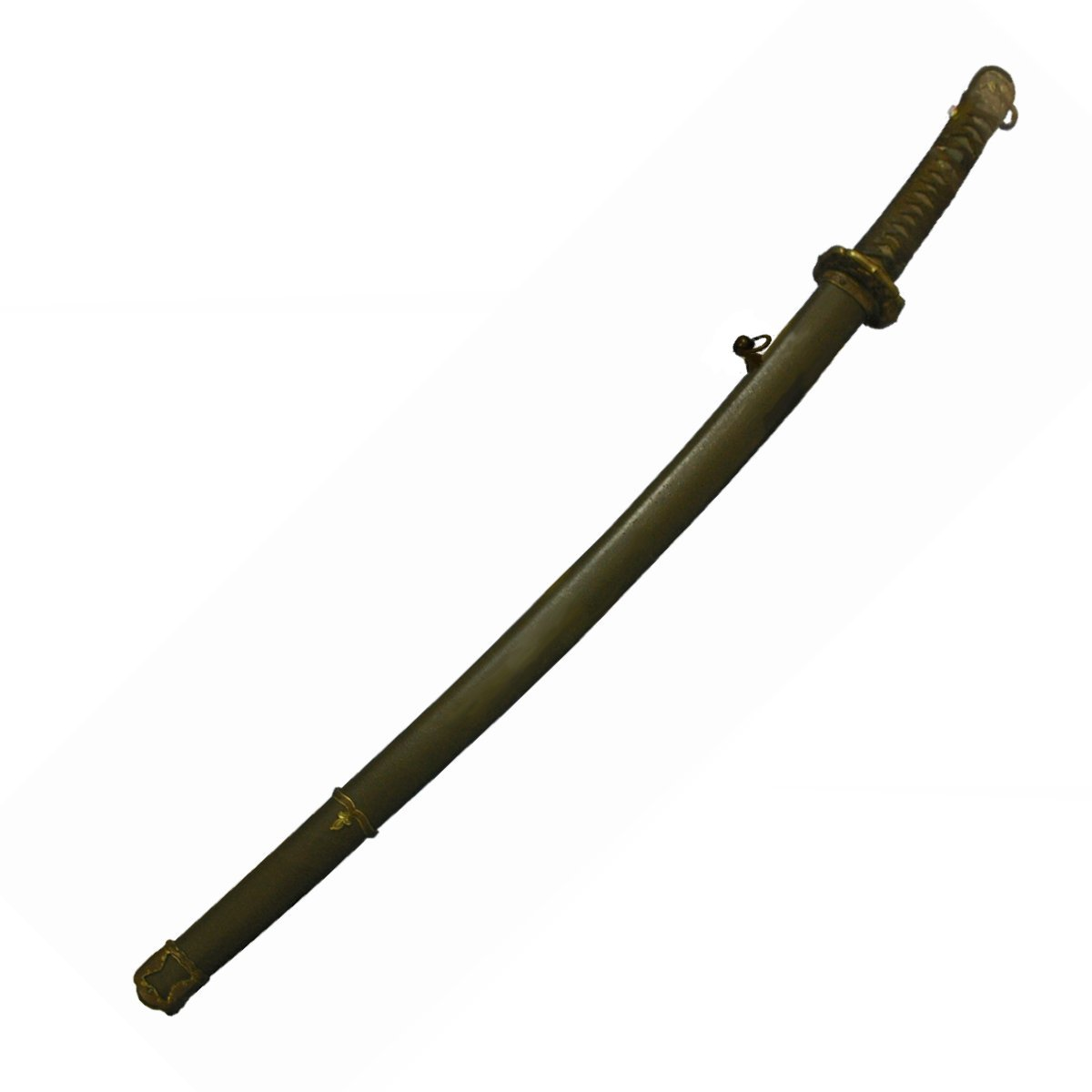
Kiếm Kiểu 98

## Trong văn hóa đại chúng
- Trong bộ manga One Piece, một trong những thanh kiếm Yubashiri của Roronoa Zoro được thiết kế theo kiểu Gunto.
- Trong Highschool of the Dead, Saeko Busujima nhận được một thanh Gunto thời Meiji do Murata Tsuneyoshi làm ra, cô dùng nó để tiêu diệt thây ma.